# Helen Umaña
Helen Elizabeth Umaña Portillo (* 1942 (oder 1945 oder 1948) in Ocotepeque, Departamento Ocotepeque, Honduras) ist eine honduranische Schriftstellerin und Literaturkritikerin, die besonders durch ihre Studien über die Literatur von Honduras bekannt wurde.

## Leben
Helen Umaña, deren Eltern 1950 aus politischen Gründen aus Guatemala ins Exil nach Honduras gingen, absolvierte ein Studium der spanischen Sprache und spanischen Literatur an der Universidad de San Carlos de Guatemala (USAC), das sie mit einem Lizenziat abschloss. Zu Beginn ihres Studiums kam es nach mehreren Unruhen 1960 zum Ausbruch des guatemaltekischen Bürgerkrieges, der in den folgenden Jahrzehnten andauerte. Nach Abschluss des Studiums übernahm sie zunächst eine Professur an der USAC, ehe sie wegen der politischen Situation und der wachsenden Gewalt in Guatemala 1981 wieder ins Exil nach Honduras ging.
In Honduras ließ sich Helen Umaña in San Pedro Sula nieder und übernahm eine Professur an der dortigen Universidad Nacional Autónoma. In der Folgezeit gehörte sie zu einer Gruppe anerkannter Schriftsteller und veröffentlichte dichterische sowie literaturkritische Werke. Als Leiterin der Sektion Cronopios der Tageszeitungen Tiempo und La Prensa war sie verantwortlich für die wichtigsten kulturellen Beilagen der honduranischen Presse. Ihre literarischen Fähigkeiten und ihr Einsatz für die Kultur des Landes wurden von verschiedenen öffentlichen und privaten Institutionen, aber auch von verschiedenen Zirkeln Intellektueller gewürdigt. 1989 wurde ihr von der Regierung der nach Ramón Rosa benannte Literaturpreis, der Premio Nacional de Literatura Ramón Rosa, verliehen. 1998 erhielt sie den von der Universidad Nacional Autónoma de Honduras verliehenen und nach José Trinidad Reyes benannten Premio José Trinidad Reyes. Ferner ist sie Mitglied der Academia Hondureña de la Lengua und nahm an zahlreichen Kongressen und Seminaren zur honduranischen Literatur teil.
In ihrem Werk La novela hondureña (2006) untersuchte Helen Umaña die Werke von rund 100 honduranischen Erzählern wie Francisca Navas, Julio Escoto, Roberto Castillo, Samuel Trigueros und schuf damit eine umfassende Darstellung dieser Literaturgattung. Auch in ihrem 2007 erschienenen literaturkritischen Buch La palabra iluminada. El discurso poético en Honduras befasste sie sich unter anderem mit den Werken von Víctor Cáceres Lara sowie des am 24. Mai 2007 verstorbenen Dichters Nelson E. Merren. 2015 verfasste sie in der guatemaltekischen Tageszeitung El Periódico eine Rezension über den von Jayro Bustamante inszenierten indigenen Film Ixcanul – Träume am Fuße des Vulkans.

## Veröffentlichungen (Auswahl)
- Literatura hondureña contemporánea, 1986
- Ensayos de literatura hondureña, 1992
- Francisco Morazán en la literatura hondureña, 1995
- Panorama crítico del cuento hondureño, 1999
- La novela hondureña, 2006
- La palabra iluminada. El discurso poético en Honduras, 2007